# CUPRA Ateca
CUPRA Ateca je kompaktní crossover SUV (segment C) vyráběný španělskou automobilkou SEAT. Jde o vůbec první SUV této značky, do sériové výroby bylo uvedeno v roce 2016. Vůz byl veřejnosti představen 1. března 2016 v Barceloně. Název vozu odkazuje na španělské město Ateca v území Aragonie. Výroba probíhá v českém závodě automobilky Škoda Auto v Kvasinách.
Automobil je postaven na platformě Volkswagen Group MQB koncernu Volkswagen Group. Motorová varianta dieselu je 1.6 (85 kW) a 2.0 (110 kW) TDI, benzín se prodává v objemech 1.0 (85 kW), 1.5 (110 kW) a 2.0 (140 kW) TSI, přičemž dvě nejsilnější benzínové varianty se prodávají s náhonem na všechna čtyři kola. Ostatní motorové varianty mají náhon na přední kola.

## Přehled
Model Ateca debutoval jako koncepční vozidlo SEAT IBX, na Ženevském autosalonu 2011. Po něm následoval SEAT 20V20 Concept na Ženevském autosalonu 2015. Sériově vyráběná verze byla představena v březnu 2016 a její prodej byl spuštěn v září 2016. V souladu s tradicí označování modelů SEAT podle španělských geografických míst je model Ateca pojmenován podle obce Ateca západně od Zaragozy, necelých 300 km od výrobního závodu a sídla společnosti SEAT v Barceloně.
V rámci strategie koncernu Volkswagen produkovat podobné modely na sdílené platformě ve stejném montážním závodě se Ateca nevyrábí ve Španělsku, ale v závodě Škoda v Kvasinách, společně s modelem Škoda Karoq, což snižuje náklady.

Vrcholnou verzí modelové řady Ateca je Xcellence. Tato verze se může pochlubit kůží čalouněnými sedadly, osmipalcovým dotykovým displejem, 18“ koly z lehké slitiny a voličem jízdních režimů s módy Sport, Normal, Eco, Individual, Off-Road a Snow. Prostřední výbavová linie nese označení SE a základní je S.

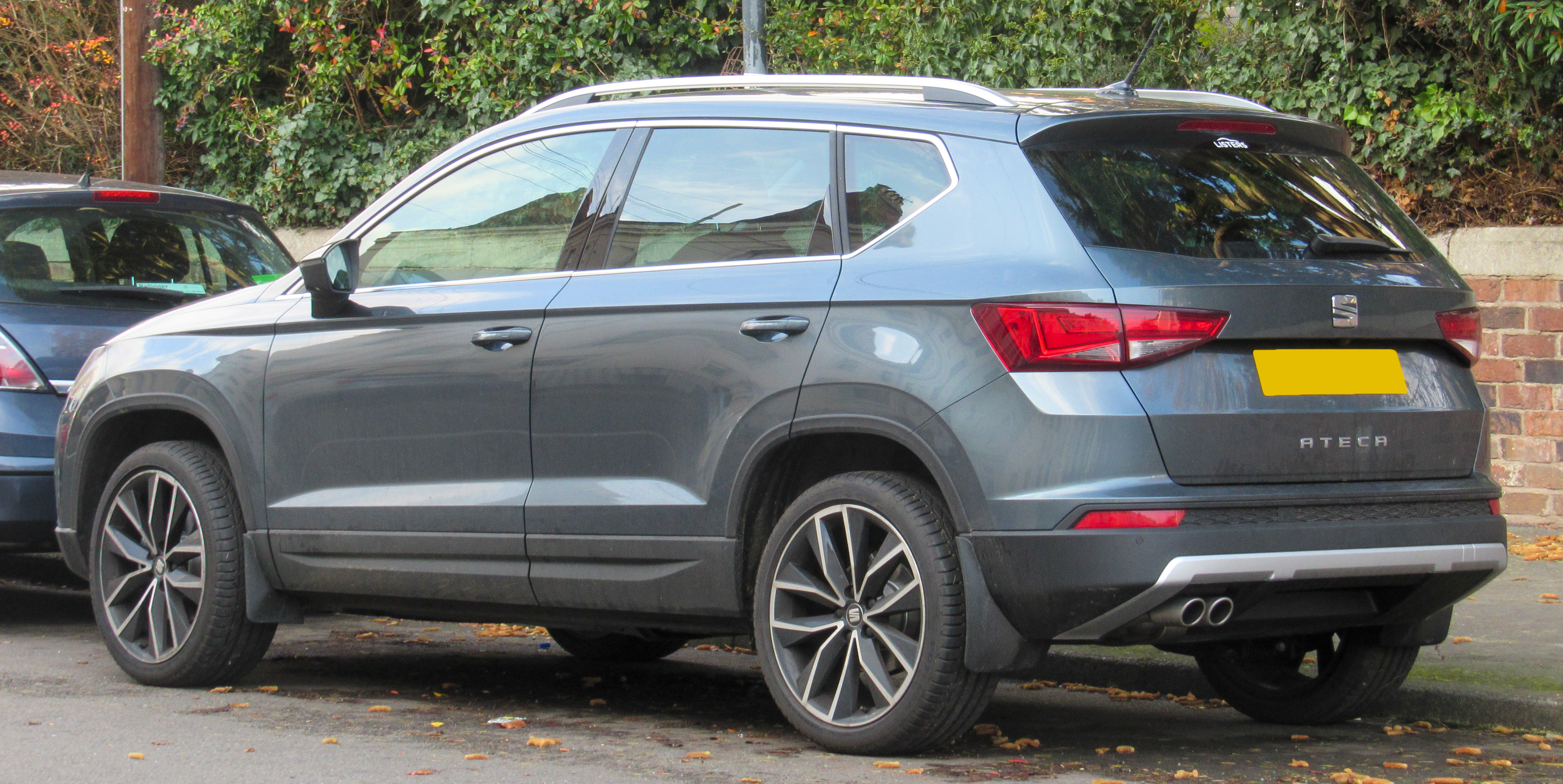
SEAT Ateca XCELLENCE (pohled zezadu)
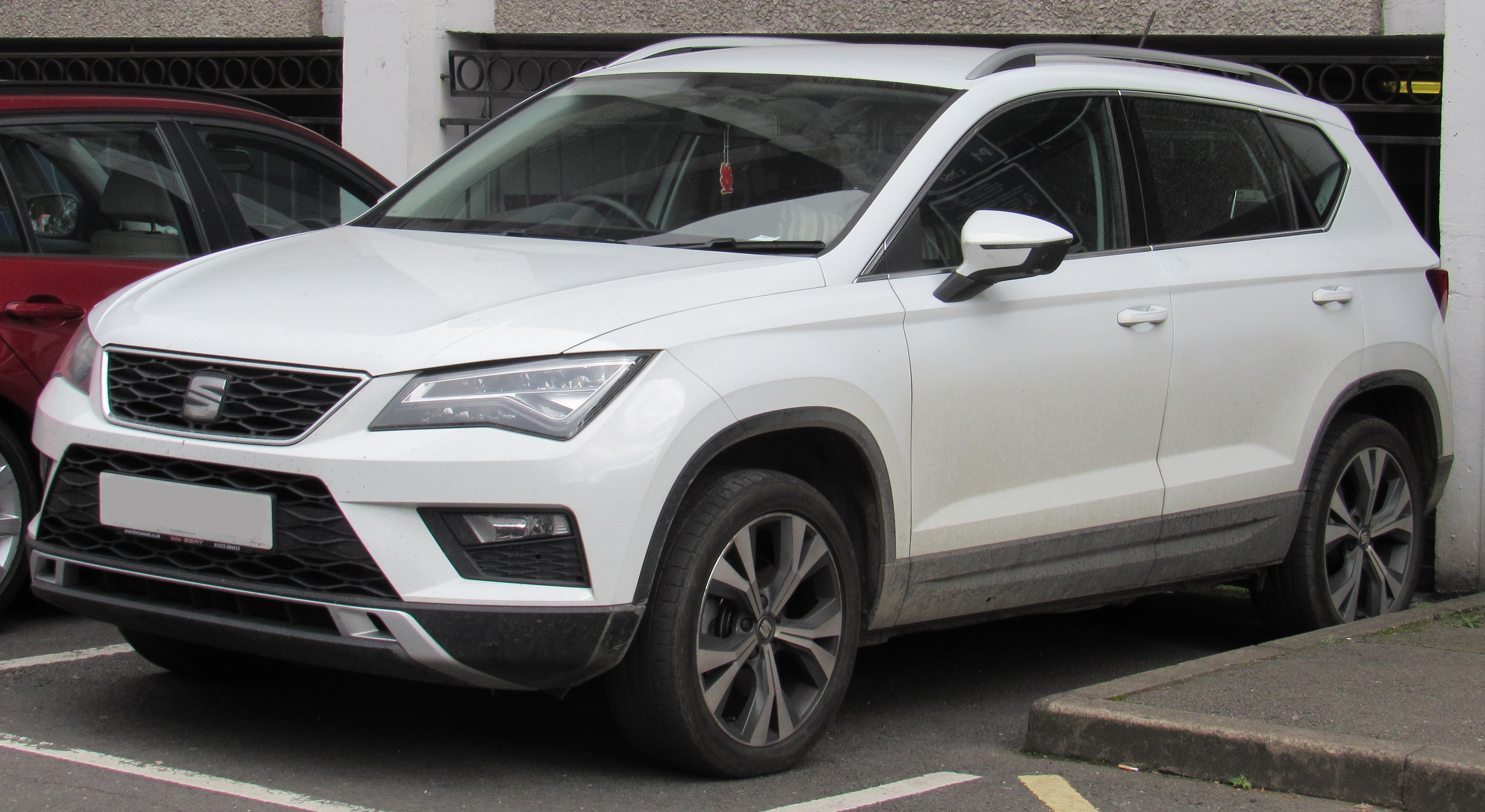
SEAT Ateca SE Tech
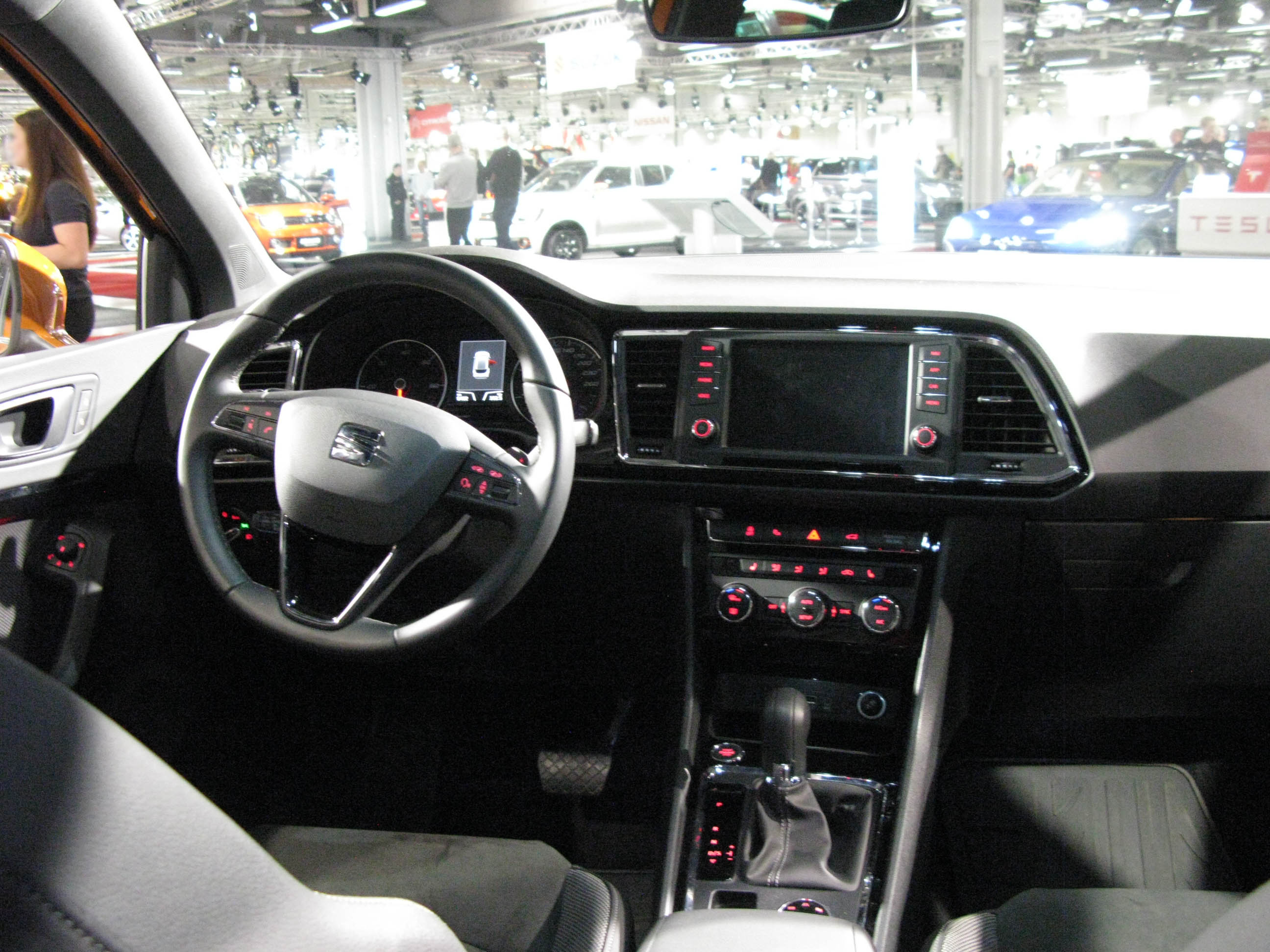
Interiér

### Pohon
Základním zážehovým motorem je přeplňovaný tříválec 1,0 litru s nejvyšším výkonem 115 k (85 kW). Druhým zážehovým motorem v nabídce je 1.4 EcoTSI s nejvyšším výkonem 150 k (110 kW), sdílený s modely VW Golf a SEAT Leon. Tento motor deaktivuje polovinu válců, pokud není jejich činnost nutná, aby se ušetřilo palivo. Vznětové motory se dodávají ve verzích 1,6 litru s výkonem 115 k (85 kW), emisemi CO2 112 g/km a pohonem předních kol nebo 2,0 litru ve dvou výkonových variantách: 150 k (110 kW) a 190 k (140 kW). Dokonce i nejvýkonnější vznětový motor s pohonem všech kol má emise CO2 131 g/km.
Verze modelu Ateca s pohonem všech kol nesou označení 4Drive a dodávají se ve spojení se vznětovými motory o výkonu 150 k (110 kW) nebo 190 k (140 kW) a nejvyšším stupněm výbavy Xcellence. Pro tyto vznětové jednotky je k dispozici 7stupňová převodovka DSG.
| Model                           | CC          | Napájení                               | Točivý moment                | Přenos                                |
| ------------------------------- | ----------- | -------------------------------------- | ---------------------------- | ------------------------------------- |
| Benzínové motory                |             |                                        |                              |                                       |
| 1,0 EcoTSI 115                  | 999 cc I3   | 115 metric horsepower (85 kW; 113 hp)  | 200 newton metre (148 lb·ft) | 6stupňová manuální převodovka         |
| 1.5 EcoTSI 150                  | 1498 ccI4   | 150 metric horsepower (110 kW; 148 hp) | 250 newton metre (184 lb·ft) | 6stupňová manuální nebo 7stupňová DSG |
| 2.0 EcoTSI 190 4Drive           | 1984 cc I4  | 190 metric horsepower (140 kW; 187 hp) | 320 newton metre (236 lb·ft) | 7stupňová DSG                         |
| 2.0 EcoTSI 4Drive (CUPRA Ateca) | 1984 cc I4  | 300 metric horsepower (221 kW; 296 hp) | 400 newton metre (295 lb·ft) | 7stupňová DSG                         |
| Dieselové motory                |             |                                        |                              |                                       |
| 1.6 TDI 115                     | 1 598 ml I4 | 115 metric horsepower (85 kW; 113 hp)  | 250 newton metre (184 lb·ft) | 6stupňová manuální nebo 7stupňová DSG |
| 2.0 TDI 150 SCR 4Drive          | 1 968 ml I4 | 150 metric horsepower (110 kW; 148 hp) | 320 newton metre (236 lb·ft) | 6stupňová manuální nebo 7stupňová DSG |
| 2.0 TDI 190 SCR 4Drive          | 1 968 ml I4 | 190 metric horsepower (140 kW; 187 hp) | 400 newton metre (295 lb·ft) | 7stupňová DSG                         |

## CUPRA Ateca
Ateca se prodává také pod sportovní značkou CUPRA, jejíž některé vozy vycházejí z již vyráběných modelů SEAT. Logo SEAT je proto nahrazeno logem CUPRA v odstínu mědi. Designéři nově navrhli nárazníky vpředu a vzadu, čtyři koncovky výfukové soustavy a leskle černé detaily exteriéru včetně vnějších zpětných zrcátek, bočních ochranných panelů, kol a masky chladiče.
CUPRA Ateca má pod kapotou přeplňovaný zážehový motor 2,0 litru poskytující nejvyšší výkon 300 k (221 kW), a to ve spojení se 7stupňovou dvouspojkovou převodovkou DSG, pohonem všech kol 4Drive a adaptivním odpružením. SEAT uvádí, že kompaktní SUV s takto uspořádaným pohonem zrychlí z 0 na 100 km/h za 5,4 sekundy a dosahuje nejvyšší rychlosti 245 km/h. Vůz může být provozován v několika různých režimech včetně nového nastavení „CUPRA“, v němž je odpružení tužší a cestující v interiéru slyší intenzivnější zvuk motoru.
Všechny verze modelu CUPRA Ateca jsou standardně vybaveny 19“ koly z lehké slitiny, sedadly čalouněnými černou Alcantarou, digitálním panelem sdružených přístrojů, bezkabelovou nabíječkou pro telefony, osmipalcovým dotykovým displejem a adaptivní regulací podvozku DCC (Dynamic Chassis Control). Výbava na přání zahrnuje audiosystém Beats, 20“ kola, panoramatické střešní okno a tažné zařízení.

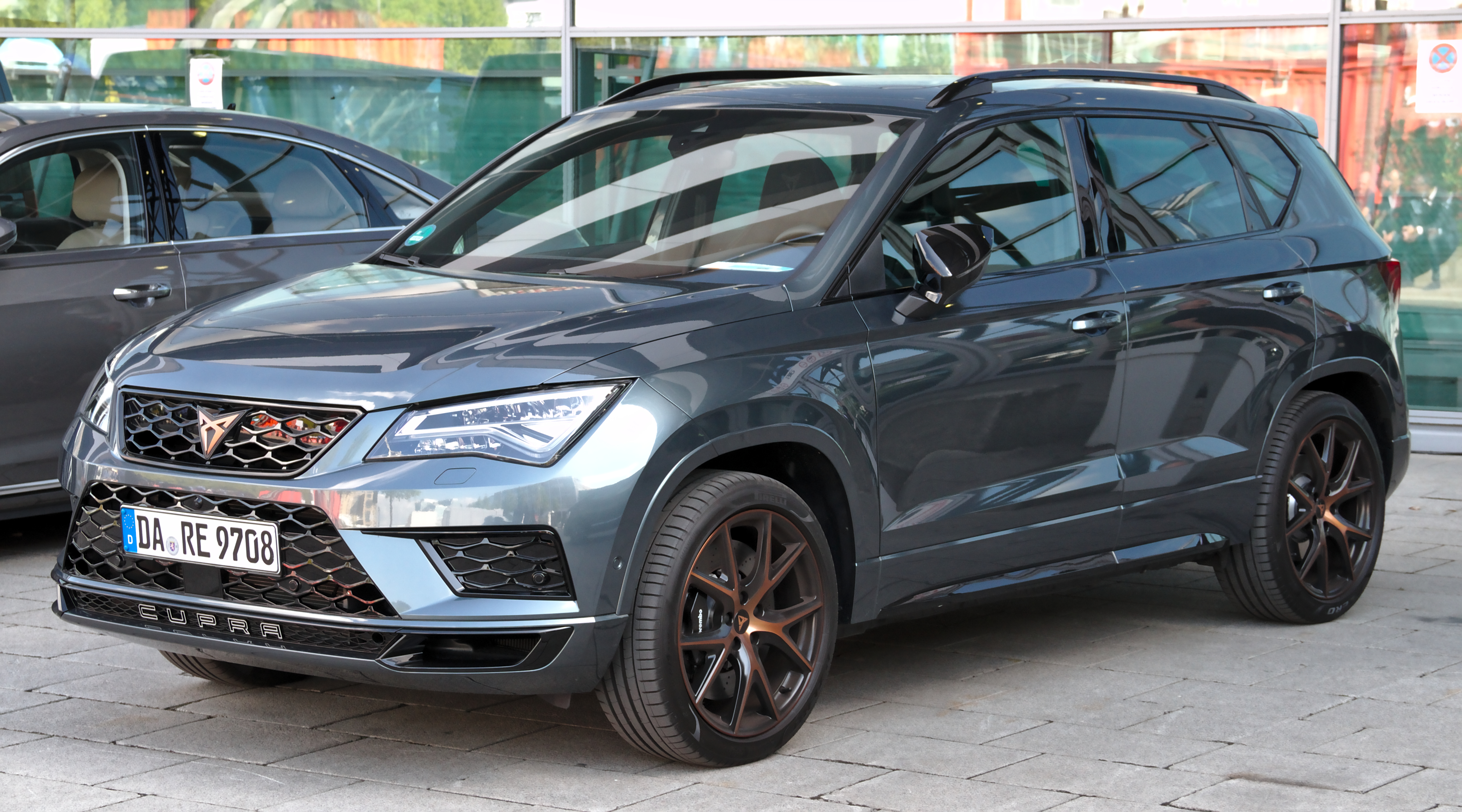
Cupra Ateca Performance
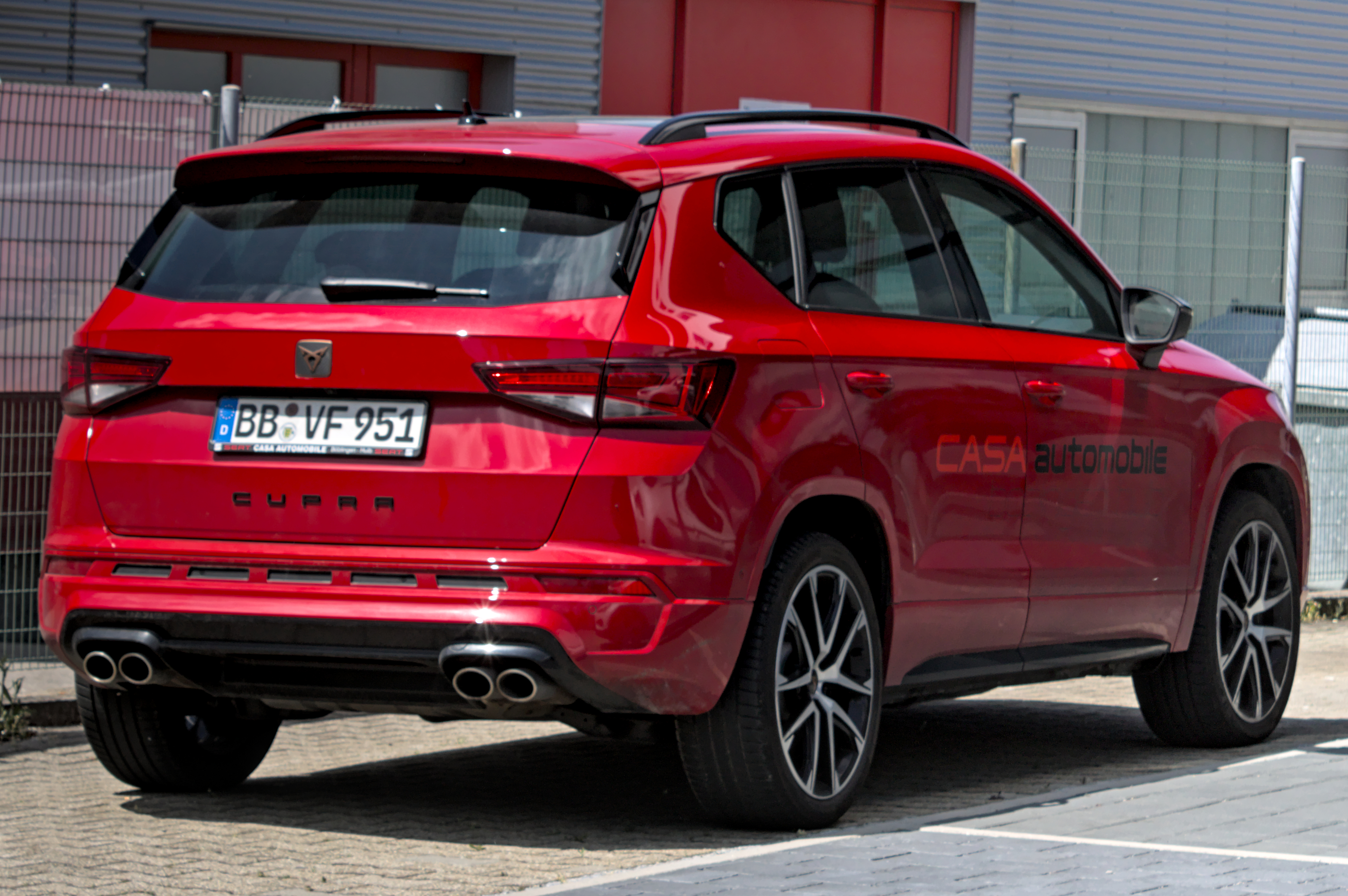
Zpětný pohled

## Modernizace
Modernizovaný model Ateca byl odhalen v červnu 2020. Revize exteriéru oproti původnímu modelu Ateca zahrnují nově navržené nárazníky, upravenou masku chladiče, nové světlomety LED, zadní svítilny LED a dvojici nově tvarovaných mlhových světlometů. Zadní svítilny mají podobný design jako Tarraco a ve stupních výbavy FR a Xperience jsou vybaveny dynamickými ukazateli směru. Nápis Ateca s tiskacím písmem byl nahrazen ručně psaným nápisem, jaký má na své zádi i nový Leon. 

Vnitřní výbava modernizovaného modelu Ateca zahrnuje nový volant obšitý kůží, vylepšené výplně dveří a výběr nových materiálů pro čalounění. K dispozici je také sedadlo řidiče elektricky nastavitelné v osmi směrech, dvojice nových vstupů USB-C, systém vícebarevného dekoračního osvětlení a hlasové ovládání. Ateca má ve své standardní výbavě informační a zábavní systém s displejem o úhlopříčce 8,25 palce, zatímco varianta s větším, 9,2“ displejem se dodává na přání. 

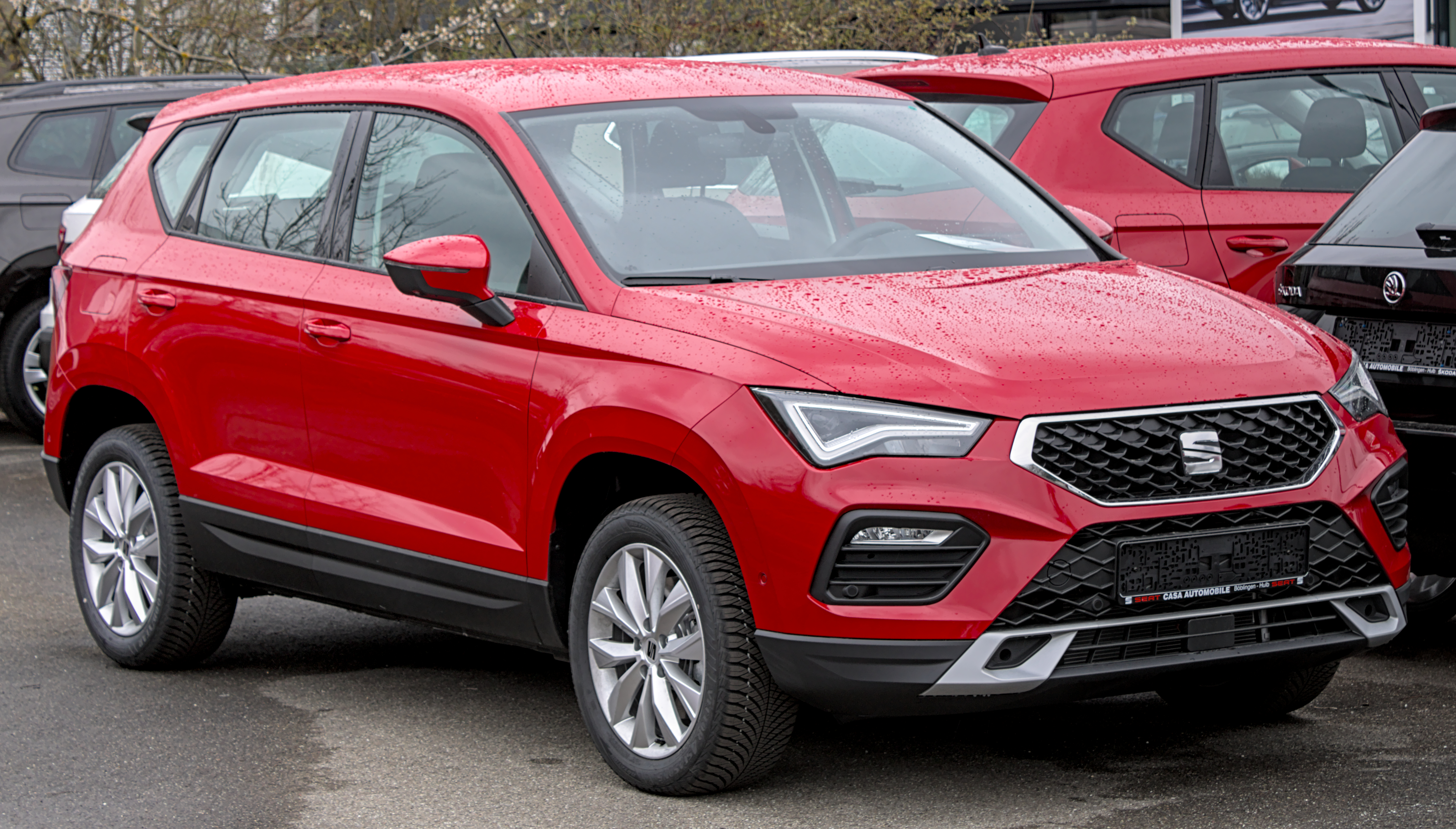
SEAT Ateca po faceliftu
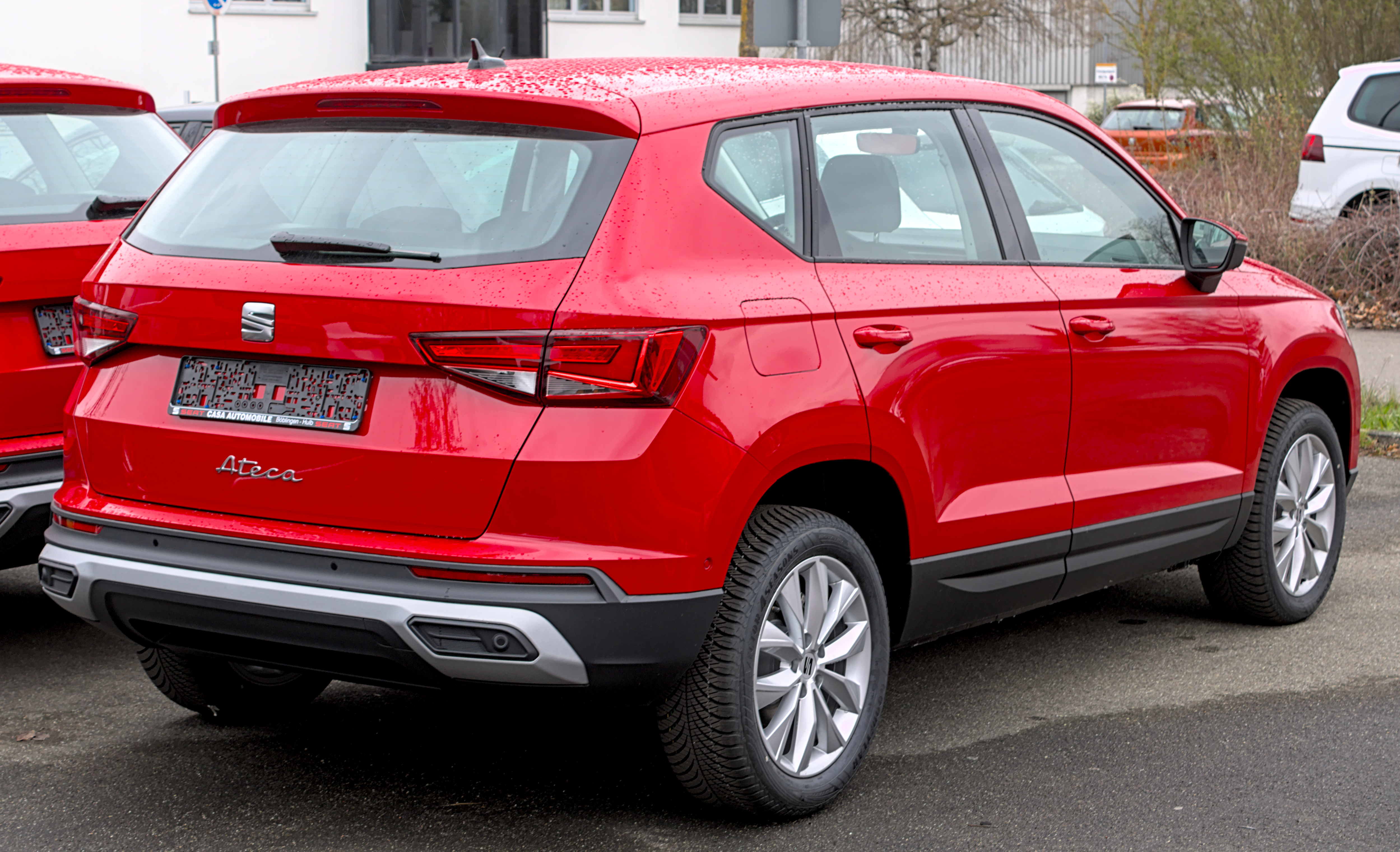
Zpětný pohled
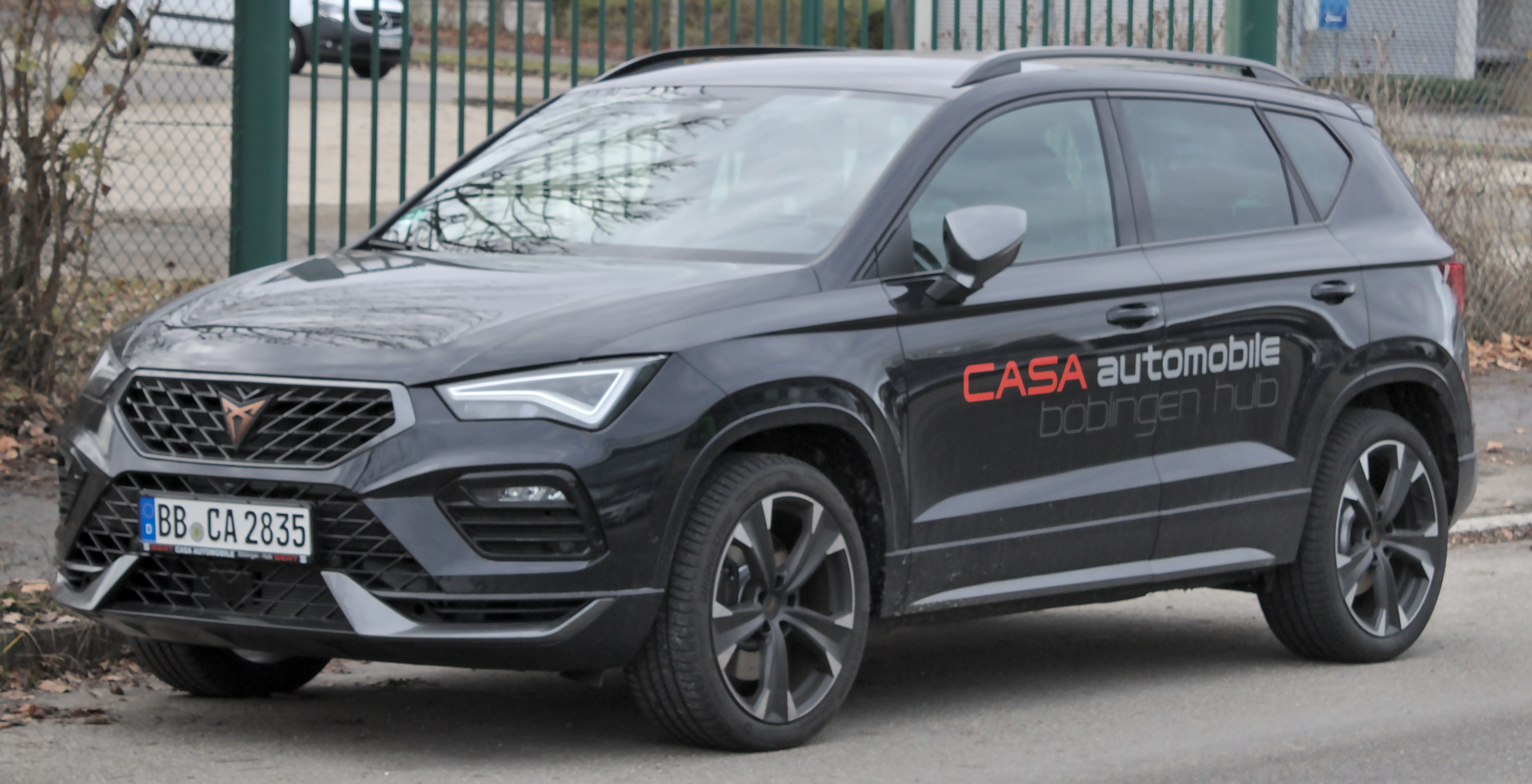
Cupra Ateca po faceliftu
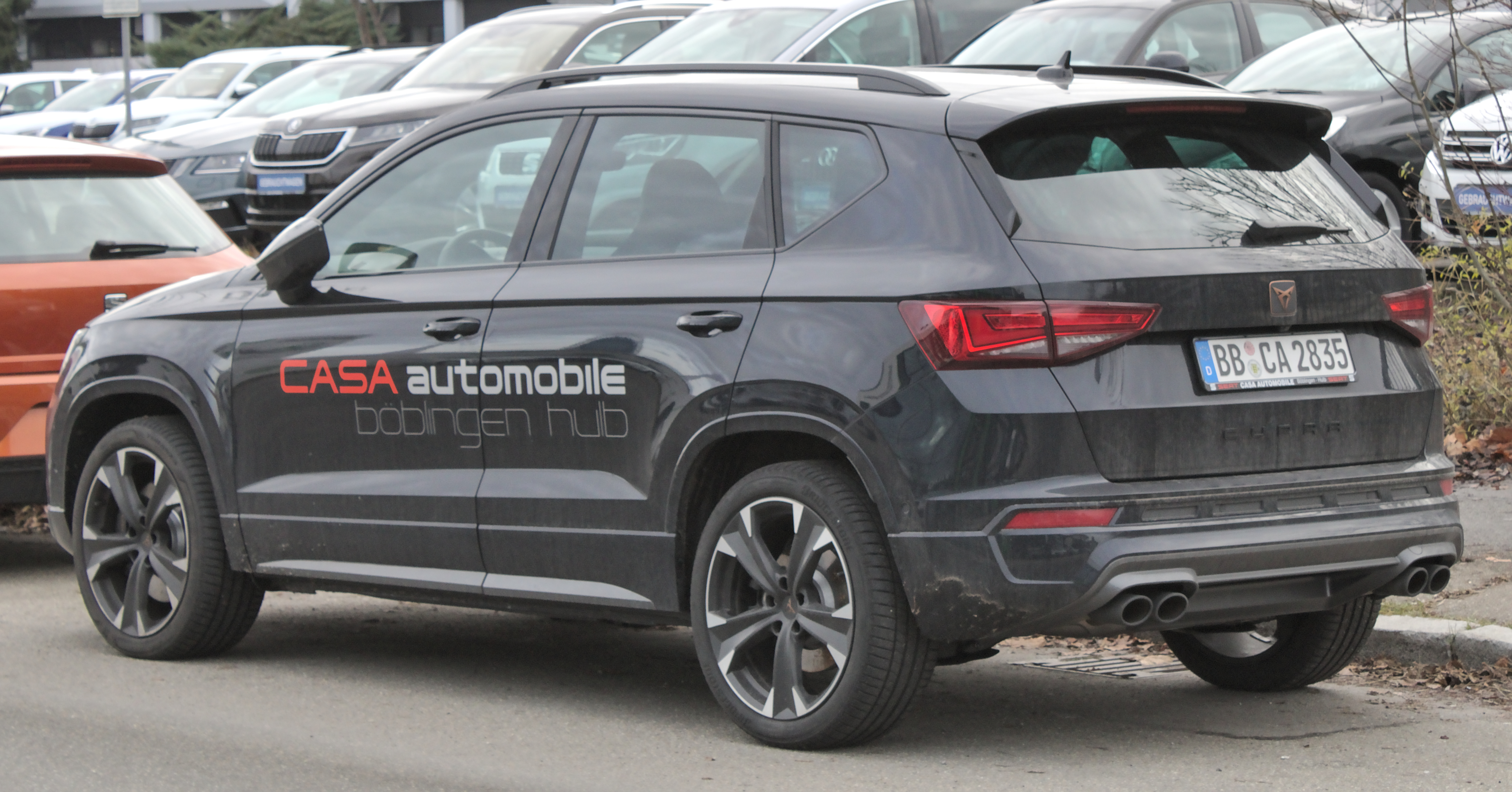
Zpětný pohled

## Počty prodaných a vyrobených vozů
| Rok  | Odbyt  | Výroba |
| Rok  | Evropa | Výroba |
| ---- | ------ | ------ |
| 2016 | 22 928 | 35 833 |
| 2017 | 74 692 | 77 483 |
| 2018 | 71 666 | 90 824 |
| 2019 | 90 291 | 98 397 |
| 2020 | 70,408 |        |